# A Horse Called Music
A Horse Called Music è il trentasettesimo album in studio del cantante statunitense di musica country Willie Nelson, pubblicato nel 1989.

## Tracce
1. Nothing I Can Do About It Now (Beth Nielsen Chapman) – 3:17
2. The Highway (Tom Conner, Richard Wesley) – 3:55
3. I Never Cared For You (Nelson) – 2:25
4. If I Were a Painting (Skip Ewing, Don Sampson) – 3:20
5. Spirit (Kent Robbins, William Robinson) – 4:16
6. There You Are (Kye Fleming, Mike Reid) – 3:04
7. Mr. Record Man (Nelson) – 2:08
8. If My World Didn't Have You (Chapman) – 3:42
9. A Horse Called Music (Wayne Carson Thompson) – 4:26
10. Is the Better Part Over (Nelson) – 3:31